# Permska oblast
Do 1. prosinca 2005., Permska oblast (ruski: Пе́рмская о́бласть) je bila samostalni savezni subjekt Ruske Federacije, u svojstvu oblasti, unutar Privolškog saveznog okruga.

## Povijest
Prema rezultatima referenduma održanog u listopadu 2004., Permska se oblast udružila s Komi-Permjačkim okrugom u novu jedinicu, Permski kraj.
Ime je dobila prema svome upravnom sjedištu, gradu Permu. 
Površinom je zauzimala 160.600 km četvornih, a prema ruskom popisu od 2002., imala je 2.819.421 stanovnika.
Prije spajanja, susjedi su joj bile iduće oblasti i repubike, poredane u smjeru kazaljke na satu: Komi, Sverdlovska oblast, Baškirija, Udmurtija, Kirovska oblast i Komi-Permjački autonomni okrug.

## Zemljopis

### Vremenska zona
Permska oblast se nalazila u Ekaterinburškom vremenu (YEKT/YEKST).  Po UTC-u je bila +0500 (YEKT)/+0600 (YEKST).

## Vanjske poveznice
- Permski regionalni poslužitelj  Arhivirana inačica izvorne stranice od 14. srpnja 2007. (Wayback Machine)